# Морские водоросли

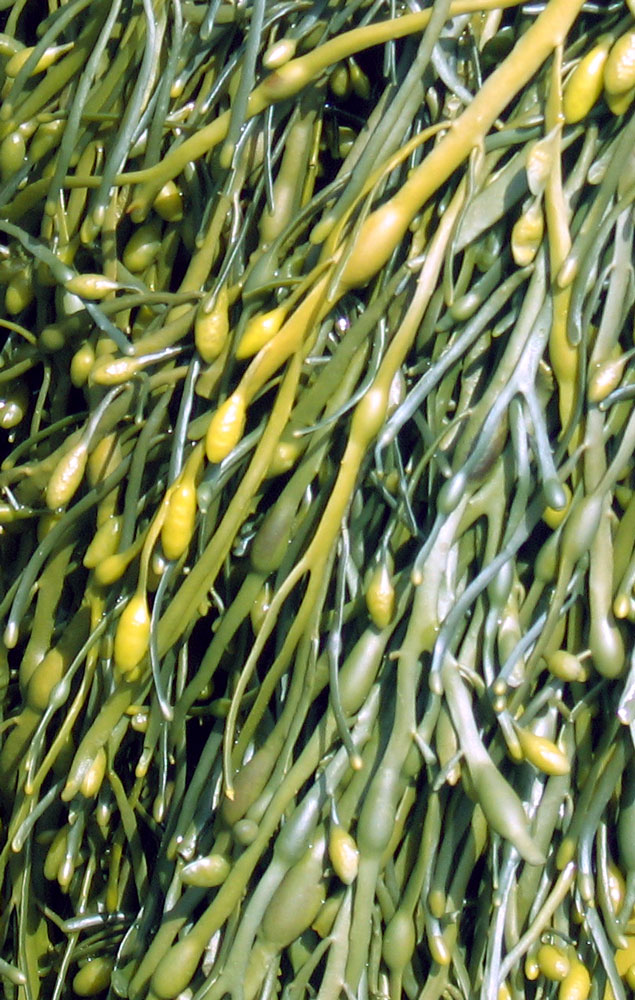
Сушка на солнце водорослей аскофиллум узловатый в Новой Шотландии, Канада

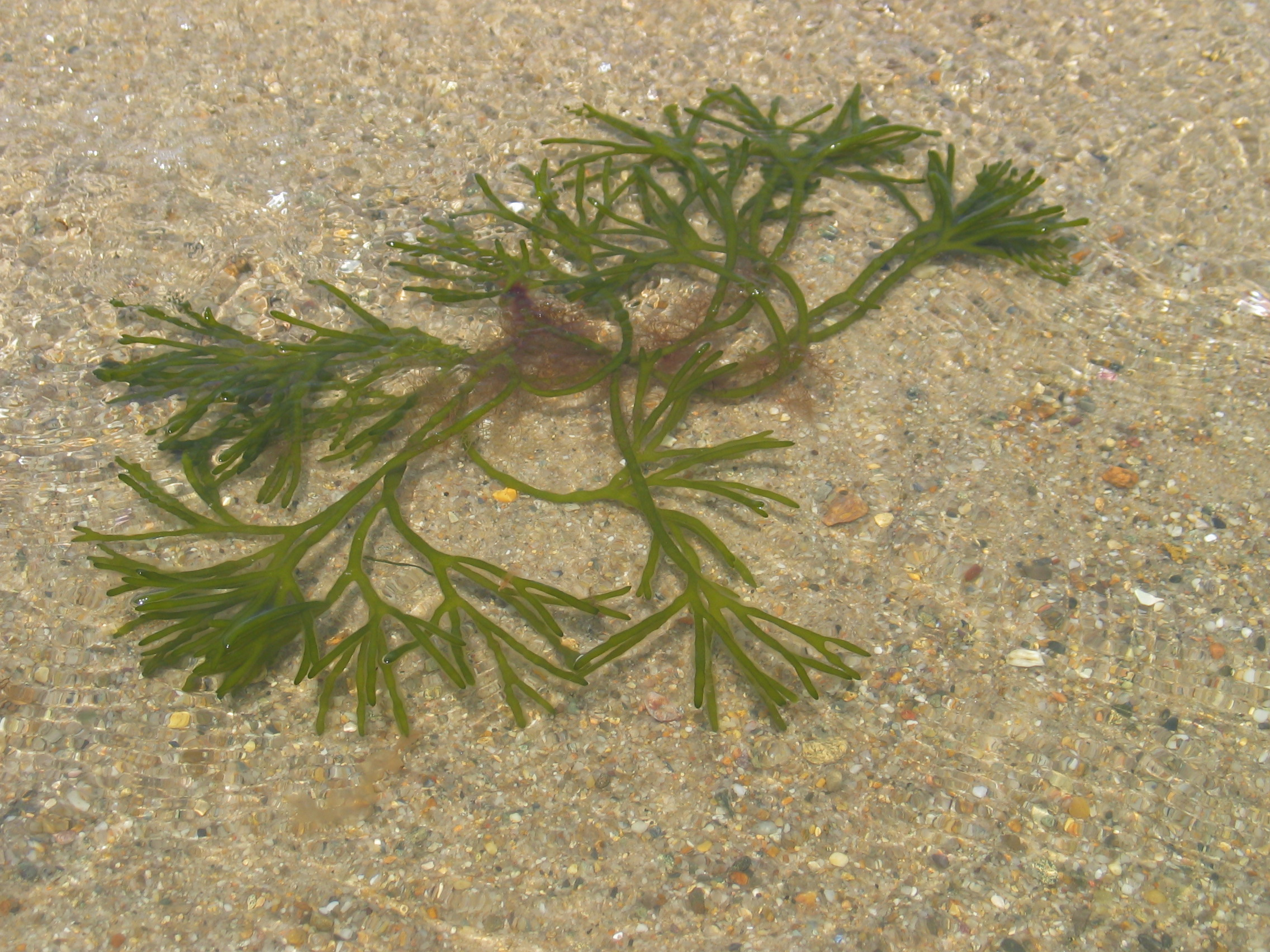
«Пальцы мертвеца» (кодиум хрупкий) на побережье штата Массачусетс, США

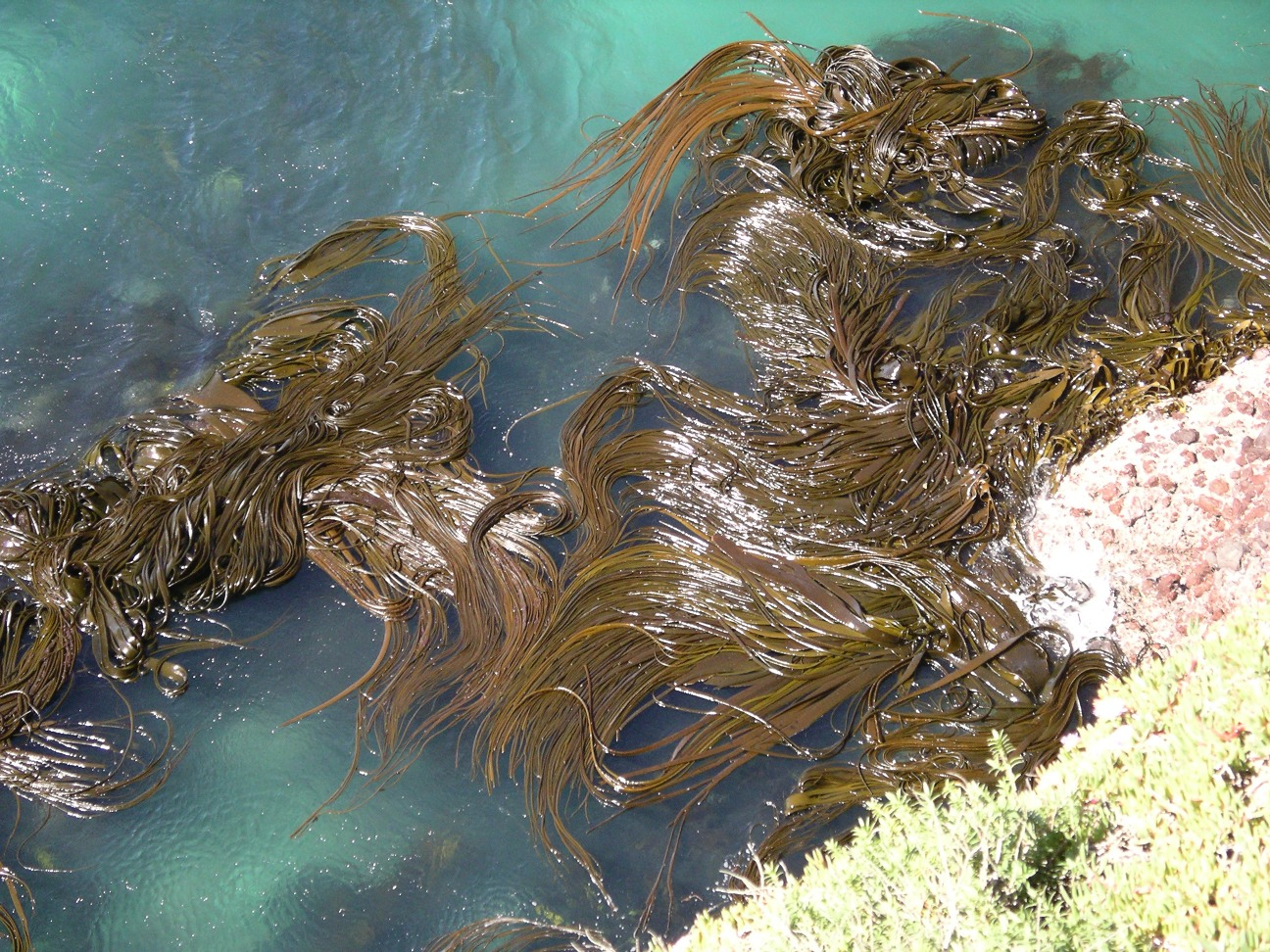
Верхняя часть леса водорослей в Отаго, Новая Зеландия

Морски́е во́доросли — строго не определённый, разговорный термин, охватывающий макроскопические, многоклеточные, донные морские водоросли. Этот термин включает некоторых представителей красных, бурых и зелёных водорослей. Морские водоросли можно также классифицировать по применению (как продукты питания, медикаменты, удобрения, промышленное сырьё и т. д.).

## Таксономия
Входят в царство Протисты и могут принадлежать к одной из нескольких групп многоклеточных водорослей: красные водоросли, зелёные водоросли или бурые водоросли. Поскольку эти три группы не могут иметь общего многоклеточного предка, морские водоросли являются полифилетической группой. Кроме того, группа синезелёных водорослей (цианобактерии) иногда тоже рассматриваются как морские, поэтому «морские водоросли» является разговорным выражением и не имеет формального определения.

## Структура
Внешне морские водоросли напоминают недревесные наземные растения. Их составные части:
- слоевище: тело водоросли
  - пластинка: плоские структуры, похожие на листья
    - сорус: группа спор
    - у рода фукус воздушные пузыри на листовой пластинке: орган, помогающий в плавании
    - у рода келп поплавки между пластинкой и стволиком: орган, помогающий в плавании

  - стволик: стеблеподобная структура (может отсутствовать)
  - захват: специальные базальные структуры, обеспечивающей прикрепление к поверхности, часто к скале или к другой водоросли
  - прицепка: пальцеподобные расширения захвата для прикрепления к донным отложениям.

Стволик и листовая пластинка вместе известны как вайя.

## Экология
С экологической точки зрения у морских водорослей два главных требования к окружающей среде: присутствие морской воды (или по крайней мере солоноватой воды) и наличие достаточного количества света для осуществления фотосинтеза. Им также необходима прочная точка привязки. Поэтому они обычно населяют прибрежные зоны и встречаются чаще на скалистых берегах, чем на песке или гальке. Морские водоросли занимают широкий спектр экологических ниш. Наибольшими высотами их обитания являются едва смачиваемые морскими брызгами вершины, самые низкие уходят на несколько метров в глубину. В некоторых районах прибрежные морские водоросли могут простираться на несколько миль в море. Ограничивающим фактором в таких случаях является отсутствие солнечных лучей. Самыми глубоководными живущими морскими водорослями являются несколько видов красных.
Многие виды, например, водоросли саргасс, приспособились к чисто планктонной нише и стали свободно плавающими, в зависимости от газовых мешков для поддержания приемлемой глубины. Другие прижились в приливных бассейнах скал, где должны выдерживать быстро меняющуюся температуру и солёность, и даже случаи высушивания.

## Использование

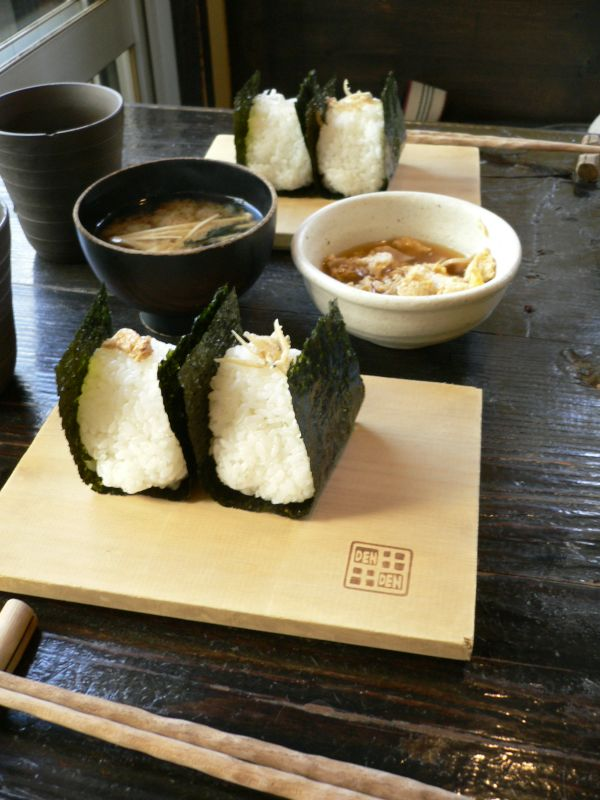
Онигири и вакаме мисо-суп, Япония

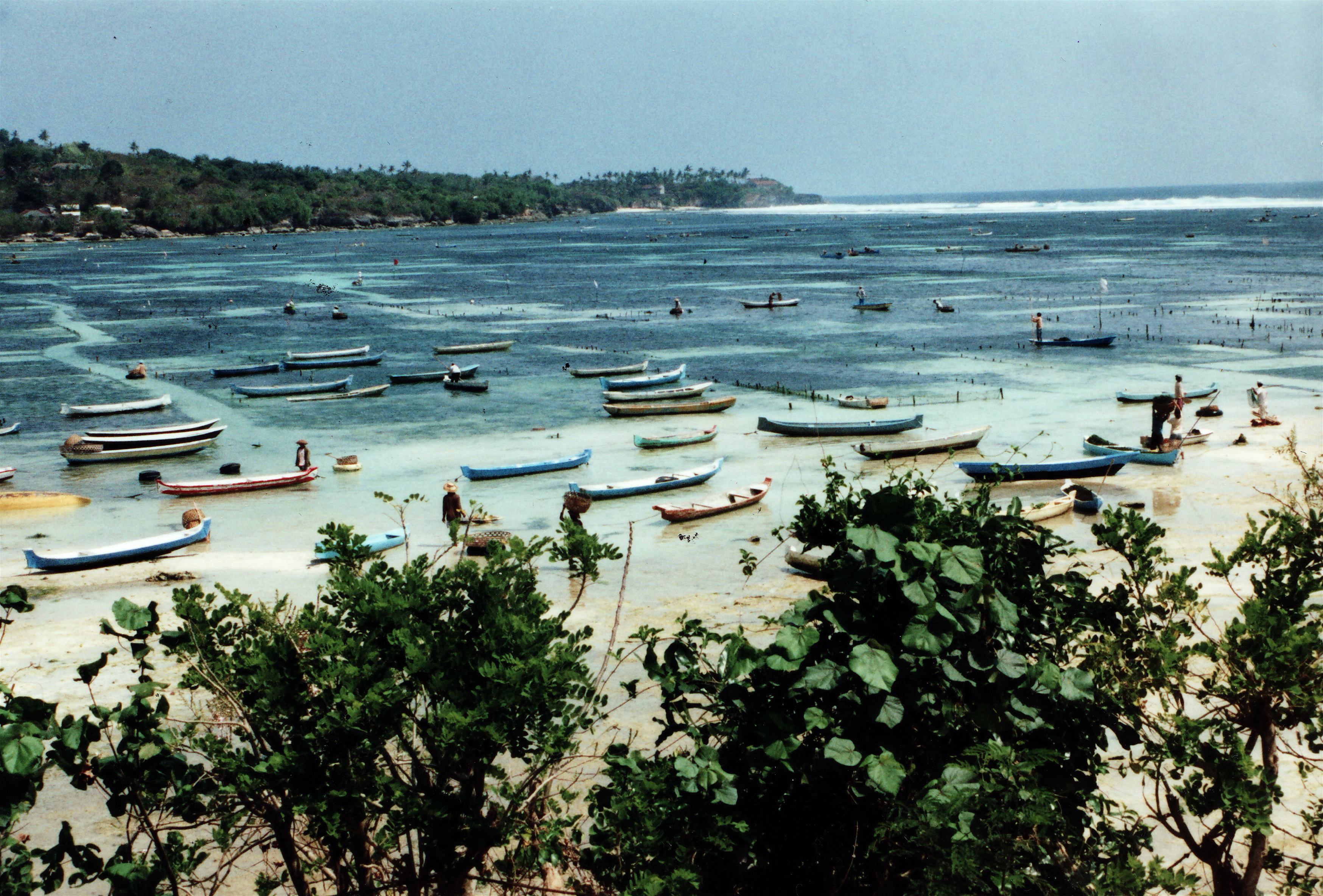
Маленькие участки используются для фермы морских водорослей в Индонезии, здесь каждый прямоугольник принадлежит различным семьям.

Морские водоросли широко используются человеком для различных целей; в настоящее время могут как выращиваться на фермах, так и добываться в дикой природе.
В начале 2011 года Индонезия произвела 3 миллиона тонн водорослей и превзошла Филиппины, став крупнейшим в мире производителем. К 2012 году ожидался уровень 10 млн тонн.

### Питание
Морские водоросли употребляют в пищу жители прибрежных районов, особенно в Восточной Азии, в частности в Японии, Китае, Корее, на Тайване, в Таиланде, Камбодже и Вьетнаме, а также на Филиппинах, в Индонезии, Белизе, Перу, Чили, в канадском приморье, штате Калифорния, Скандинавии, Юго-Западной Англии, Ирландии, Уэльсе и в Шотландии. Жители муниципалитета Тиви провинции Албай (Филиппины) открыли новый продукт питания — пансит, или лапша из морских водорослей, которая полезна для здоровья, поскольку богата кальцием, магнием и йодом. Из неё готовят блюда пансит кантон, пансит луглуг, а также используют вместо спагетти в карбонаре.
В Азии водоросли нори (в Японии), порфира (в Китае) и гим (в Корее) сушат листами и употребляют в супах или для приготовления суши. Ещё одна красная водоросль, хондрус крисп, известная как ирландский мох или мох каррагинан, применяется в производстве различных пищевых добавок, наряду с каппафикусом и другими красными водорослями. В Уэльсе используется в пищу красная водоросль лавер: из смеси овса с лавером приготавливают популярный лаверный хлеб. В северной части Белиза морские водоросли ласково называют «дульсе» ("сладкое"); их смешивают с молоком, мускатным орехом, корицей и ванилью для приготовления напитков.
Морские водоросли также собирают и культивируют для получения альгината, агар-агара и каррагинана, желатиновых веществ, известных как гидроколлоиды и имеющих коммерческое значение в качестве пищевых добавок. Пищевая промышленность использует их гелеобразующие, водоудерживающие, эмульгирующие и другие физические свойства. Агар применяется в кондитерских изделиях, продуктах их мяса из птицы, десертах и напитках, формованных продуктах. Каррагинан употребляется в салатах и соусах, диетических продуктах и в качестве консерванта мясных и рыбных продуктов, молочных изделий и выпечки.
Перспективной является идея применения морских водорослей при выращивании крупного рогатого скота (варек — морские водоросли, выбрасываемые волнами на берег — собирают с этой целью давно), что может значительно сократить выбросы метана в окружающую среду. Проводятся исследования экологических преимуществ кормовых добавок на основе морских водорослей.

### Медицина

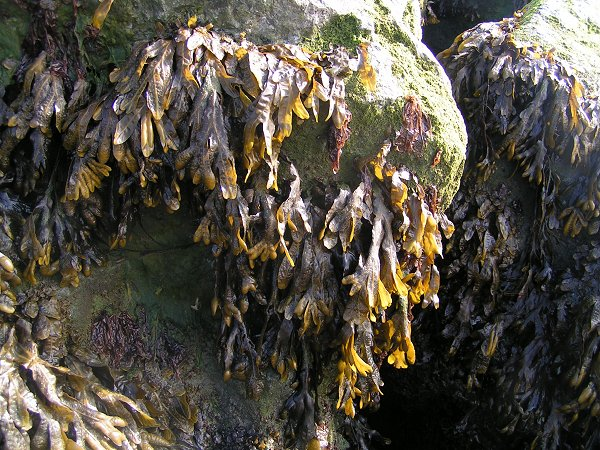
Скалы в Великобритании, покрытые морскими водорослями

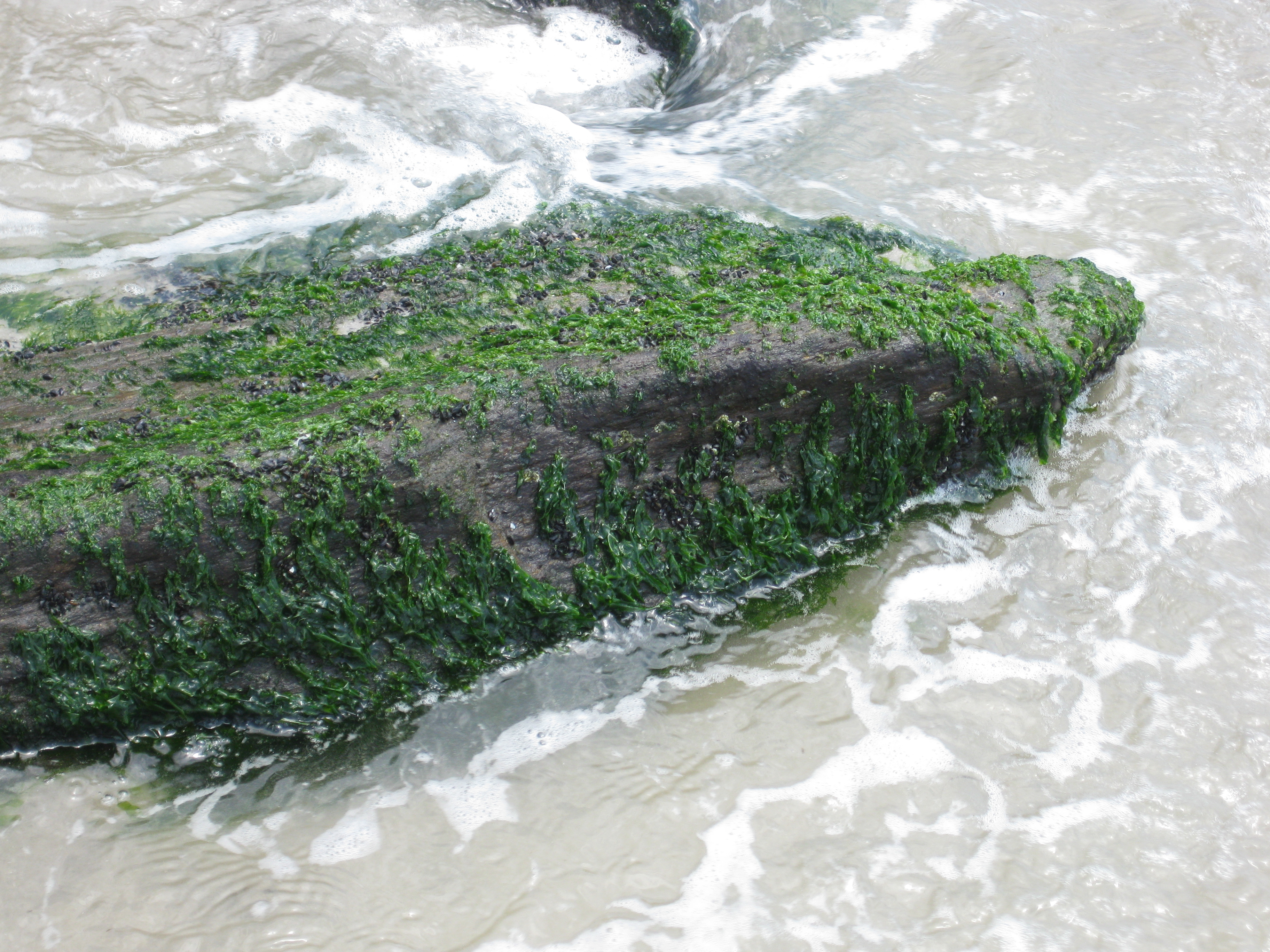
Морские водоросли на скалах Лонг-Айленда

Альгинаты используются в перевязочных материалах и в производстве стоматологических форм, агар — в микробиологических исследованиях в качестве питательной среды.
Морские водоросли являются источником йода, необходимого для функционирования щитовидной железы и предотвращения зоба.
Экстракты морских водорослей входят в некоторые таблетках для похудения. Другие таблетки из морских водорослей используют тот же эффект для бандажирования желудка: разбухая, они вызывают чувство его переполнения, что позволяет бороться с перееданием.

### Другие применения
Некоторые морские водоросли служат удобрениями. В настоящее время рассматриваются как потенциальный источник биоэтанола. Водоросли могут быть ингредиентом зубных паст, косметики и красок.
Альгинаты во многих случаях заменяют каррагинан и задействуются в производстве промышленных продуктов, таких как бумажные покрытия, клеи, краски, гели, взрывчатые вещества, а также используются в проклейке бумаги, текстильной печати, гидро-мульчировании и бурении.

## Риск для здоровья
Высокое содержание йода в морских водорослях может привести к отравлению йодом, если потребляется их в слишком большом количестве.
Морская водоросль Rotting (гнилостная) является мощным источником очень токсичного сероводорода, который может вызывать рвоту и понос. Известны случаи сероводородного отравления.